# Anton Meybusch
Anton Meybusch, född omkring 1645, död 1 maj 1702 i Danmark, troligen i Köpenhamn, var en medaljgravör av tyskt ursprung.
Anton Meybusch var lärling hos medaljgravören Valentin Toutin i Stockholm på 1660-talet. 1669 blev han gravör vid Kungliga myntet men krävde bättre betalt än vad myntverket ansåg sig ha råd med och begav sig 1671 utomlands. 1673 återkom han till Stockholm och begärde då att få öppna en egen medaljverkstad, men fick avslag med hänvisning till att han befarades kunna ägna sig åt falskmyntning. 1674 utnämndes han dock till kunglig medaljsnidare, men då samma år även Arvid Karlsteen blev kunglig medaljsnidare med förtursrätt på lön fick han mycket svårt att få arbeten. Då han 1675 utan tillstånd tillverkade medaljer över kröningen detta år fick han sina gravyrstampar förstörda och förbjöds att verka som medaljgravör. Anton Meybusch fortsatte dock sitt arbete för att återfå sina rättigheter och lyckades slutligen 1678. Efter fortsatta rättstvister med Kungliga Myntverket fick han sitt tillstånd förnyat 1680 och 1683. Han försökte 1683 i konkurrens med Karlsteen att få köpa Kungliga Myntverket men det kom istället att köpas av Riksens ständers Bank. Han lämnade då Sverige; 1684–1687 var han istället verksam i Frankrike där han deltog i arbetet med Ludvig XIV:s medaljhistoria. Efter en kortare tid i London 1688 återvände Meybusch till Sverige. Här mötte han dock hård konkurrens av Arvid Karlsteen och Raymund Faltz, och 1691 lämnade han Sverige för Danmark, där han kom att bli mycket framgångsrik som såväl mynt- som medaljgravör och fortsatte att verka fram till sin död.